# Windsor Assembly
Windsor Assembly (WAP) is een autoassemblagefabriek van DaimlerChrysler in Windsor (Ontario) in Canada.
De fabriek werd gebouwd in 1928 en is met meer dan 370.000 m² fabrieksruimte de grootste van de veertien fabrieken van de Chrysler Group.

## Geschiedenis
Op 8 oktober 1983 begon Windsor Assembly met de productie van minivans. In 1991, 1995 en 2000 werd telkens overgeschakeld naar een volgende generatie van die monovolumes. Chryslers minivans waren zeer succesvol en op 4 september 1987 produceerde WAP reeds het 1 miljoenste exemplaar. Er worden zo'n 1450 monovolumes per dag gemaakt. 
In februari 2003 startte ook de productie van de Chrysler Pacifica, een SUV. Daarmee was WAP de eerste fabriek van de Chrysler Group die twee modellen met een verschillend platform bouwde.
Op 12 januari 2004 gingen de Chrysler Town & Country en de Dodge Grand Caravan minivans in productie. WAP bouwt al Chryslers verlengde monovolumes met het Stow 'n Go-interieursysteem.
Recent werd nog CDN$610 miljoen in WAP geïnvesteerd ter modernisering en voor de bouw van een nieuwe verfspuiterij. 

## Gebouwde modellen
| Afbeelding | Model(len)                                           | Periode   |  | Afbeelding | Model(len)                                                                 | Periode         |
| ---------- | ---------------------------------------------------- | --------- |  | ---------- | -------------------------------------------------------------------------- | --------------- |
|            | Dodge Dart Plymouth Scamp Plymouth Valiant           | 1970-1976 |  |            | Dodge Swinger                                                              | 1970-1976       |
|            | Dodge Charger                                        | 1975-1978 |  |            | Chrysler Cordoba                                                           | 1975-1983       |
|            | Dodge Li'l Red Express Truck                         | 1978      |  |            | Dodge Magnum                                                               | 1978-1979       |
|            | Dodge Mirada                                         | 1980-1983 |  |            | Chrysler LeBaron                                                           | 1981            |
|            | Dodge Diplomat Plymouth Caravelle Plymouth Gran Fury | 1981-1983 |  |            | Chrysler New Yorker Chrysler New Yorker Fifth Avenue Chrysler Fifth Avenue | 1981-1983       |
|            | Chrysler Imperial                                    | 1981-1983 |  |            | Dodge Caravan Plymouth Voyager                                             | 1984-1995       |
|            | Chrysler Town & Country Dodge Grand Caravan          | 1996+     |  |            | Chrysler Pacifica                                                          | 2004-2007 2017+ |
|            | Volkswagen Routan                                    | 2008-2013 |  |            | Dodge Grand Caravan-bestelwagen                                            | 2008-2011       |
|            | Chrysler Grand Voyager                               | 2009+     |  |            | Dodge Ram-bestelwagen                                                      | 2011+           |